# Teutoniella cekalovici
Teutoniella cekalovici är en spindelart som beskrevs av Norman I. Platnick och Forster 1986. Teutoniella cekalovici ingår i släktet Teutoniella och familjen Micropholcommatidae. Inga underarter finns listade i Catalogue of Life.